# Syndrome d'immunodéficience du poulain
Le syndrome d'immunodéficience du poulain (anglais : Foal immunodefiancy syndrom, FIS) est une maladie génétique attestée chez deux races de chevaux britanniques, le Fell et le Dales.

## Mécanisme
Cette maladie mendelienne récessive mortelle est également connue sous le nom de « syndrome du poney Fell ». Comme son nom l'indique, il provoque la mort des poulains peu après leur naissance, faute de défenses immunitaires. La maladie provient d'un étalon reproducteur fondateur, commun aux deux races du Fell et du Dales. Les études réalisées en 2011 estiment que 18 % des poneys Dales adultes sont porteurs de la mutation récessive responsable. 